# Adam Kunkel
Adam Kunkel (* 24. Februar 1981) ist ein ehemaliger kanadischer Hürdenläufer, der sich auf die 400-Meter-Distanz spezialisiert hatte.
2003 wurde er Siebter bei den Panamerikanischen Spielen in Santo Domingo und schied bei den Weltmeisterschaften in Paris/Saint-Denis im Vorlauf aus.
2007 siegte er bei den Panamerikanischen Spielen in Rio de Janeiro mit seiner persönlichen Bestzeit von 48,24 s und erreichte bei den Weltmeisterschaften in Osaka im Finale nicht das Ziel.